# فرهاد نصیرخانی

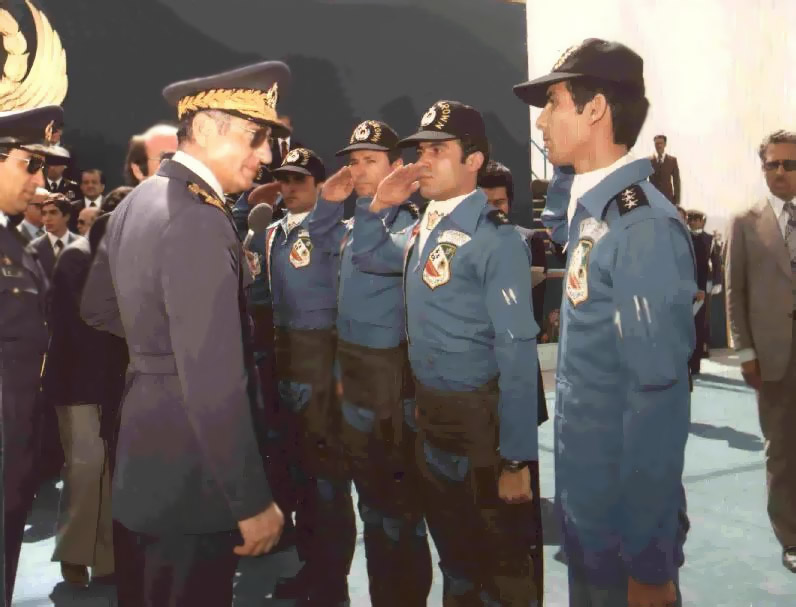
فرهاد نصیرخانی در بین خلبانان تیم آکروجت تاج طلایی حین سلام نظامی به محمدرضا شاه پهلوی.

فرهاد نصیرخانی، سرگرد نیروی هوایی شاهنشاهی ایران، خلبان جنگنده و از اعضای تیم آکروجت تاج طلایی بود. وی معاون پایگاه در نیروی هوایی ایران بود و پس از انقلاب ۱۳۵۷ ایران اصطلاحاً «پاک‌سازی» و به اجبار بازخرید شد. او سپس به آمریکا مهاجرت کرد.